# タンジュン・プングリ桟橋
タンジュン・プングリ桟橋（Kompleks Jeti Penumpang & marina Awam Tanjung Pengelih）とは、マレーシアのジョホール州タンジュン・プングリにある国際旅客船桟橋である。

## 概要
ジョホール・バルの東南、コタティンギ郡プングラン行政村に位置し、ジョホール海峡入口の岬にある。シンガポールのチャンギ・ビレッジへの旅客船が就航している。
旅客船と言っても個人経営のBumboatと呼ばれる12人乗りの非常に小さな船である。
また、マリーナが併設されている。

## 施設
地上3階建てのターミナル・ビルがある。国際船が発着するとはいっても、免税店はおろか売店すらない。
- ターミナル
  - 制限区域外

チェックイン・カウンター、待合コーナー、ジョホール州観光案内所
- - 制限区域内

出入国審査場、待合室
- 桟橋 (制限区域内)

- マリーナ

## 定期航路
当桟橋から出航する便に時刻表はなく、船の定員の乗客が集まると随時出航する。
定員分の運賃を支払えば、定員に満たなくとも出航してくれる。
個人経営の小型船。 - 7時00分～16時00分の間就航。所要約50分。
- 乗船方法

1. チェックイン・カウンターにパスポートを提出する。
2. 乗客が12名揃うまでカウンター前の待合コーナーで待つ。
3. 乗客が12名揃うと出発の案内がありパスポートが返却される。
4. 船頭の誘導で出国審査を受けた後、桟橋から乗船する。
5. 船内で船頭に運賃を支払う。(乗船券などは無い。)
6. 船頭からシンガポールの入出国カードが配られる。

もし前の出航から長時間経過している場合で乗客が12名揃わない場合、集まっている乗客で12名分の運賃の均等割りでの出航の相談を持ちかけられる場合がある。この場合、待っている乗客全員の合意があれば、定員以下でも出航する。

## 交通アクセス

### 道路
- ジョホール州道J52号線

スンガイ・ルンギッ (Sungai Renggit)まで、約 18 Km 。
- タクシー

常時、タクシーが客待ちしている。

## 周辺
- プングラン砲台跡
- マレーシア海軍タンジュン・プングリ基地 (新兵トレーニング・センター)